# جامع كرمان
جامع كرمان (بالفارسية:  جامع کرمان) هو مسجد يقع في مدينة كرمان. تم بناء هذا المسجد في وقت آل مظفر، في القرن الرابع عشر. يتميز الجانب الغربي من المبنى ببوابة عالية مزينة بأعمال البلاط المزخرفة وبرج المراقبة.

## معرض الصور

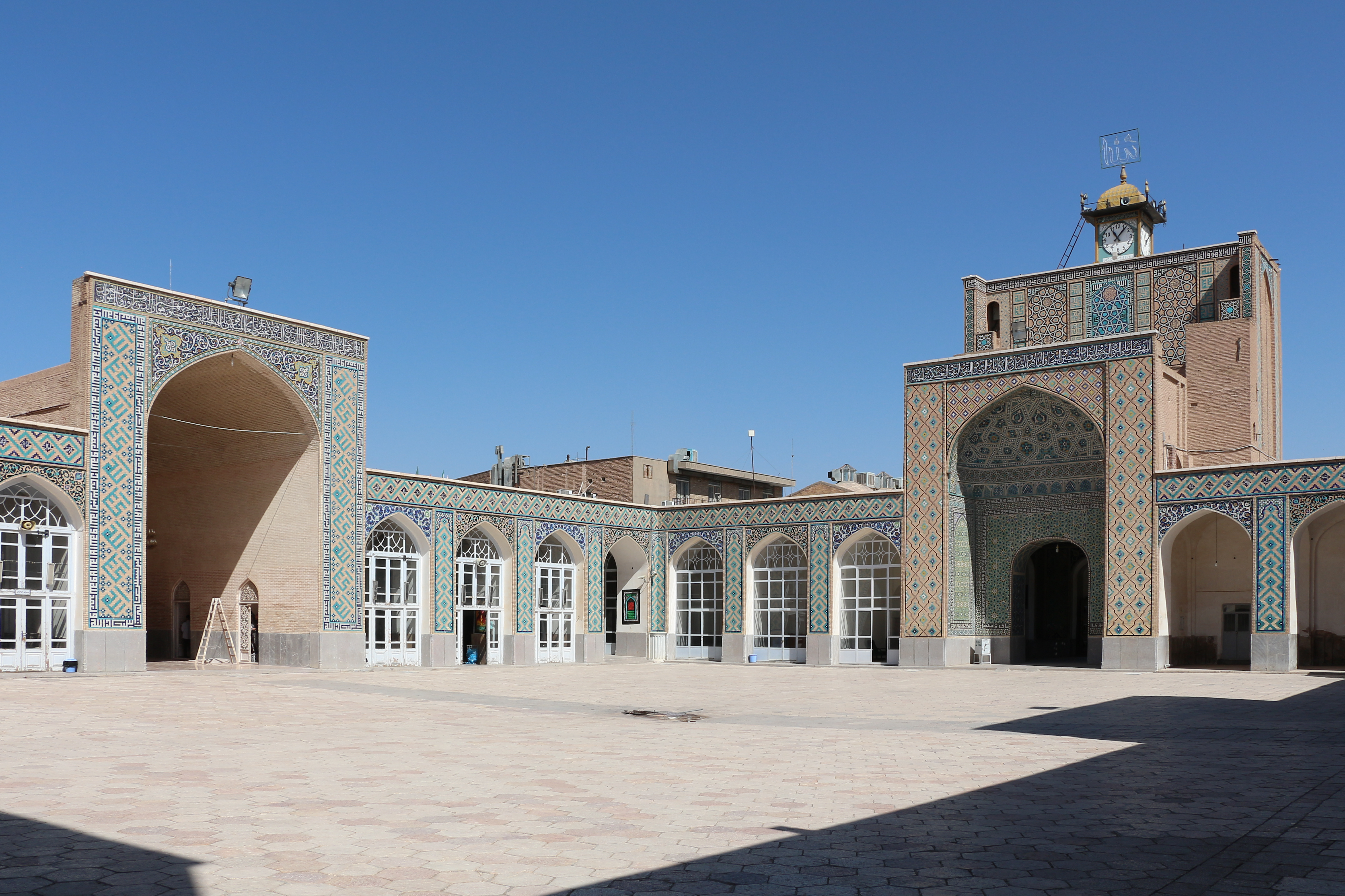
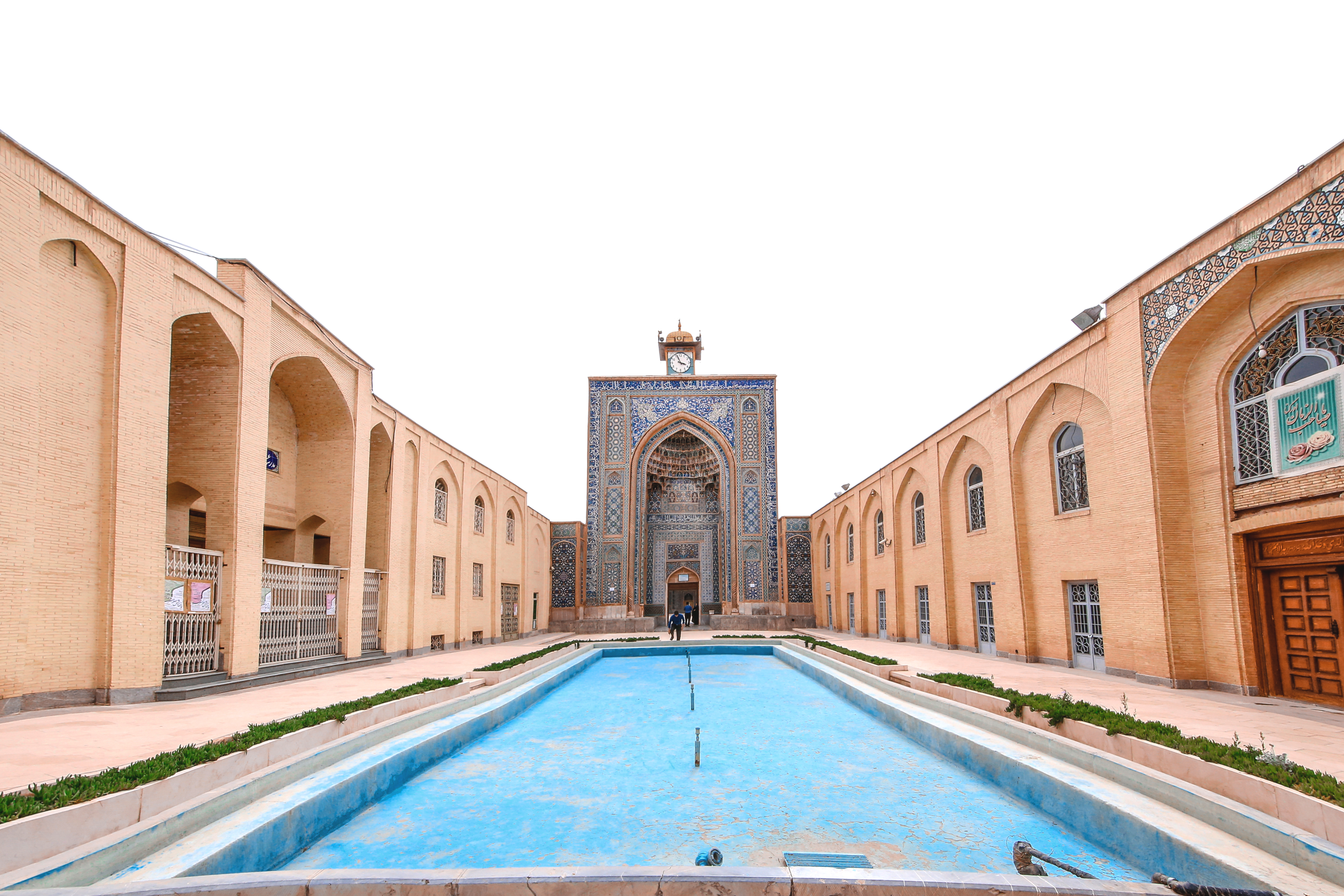
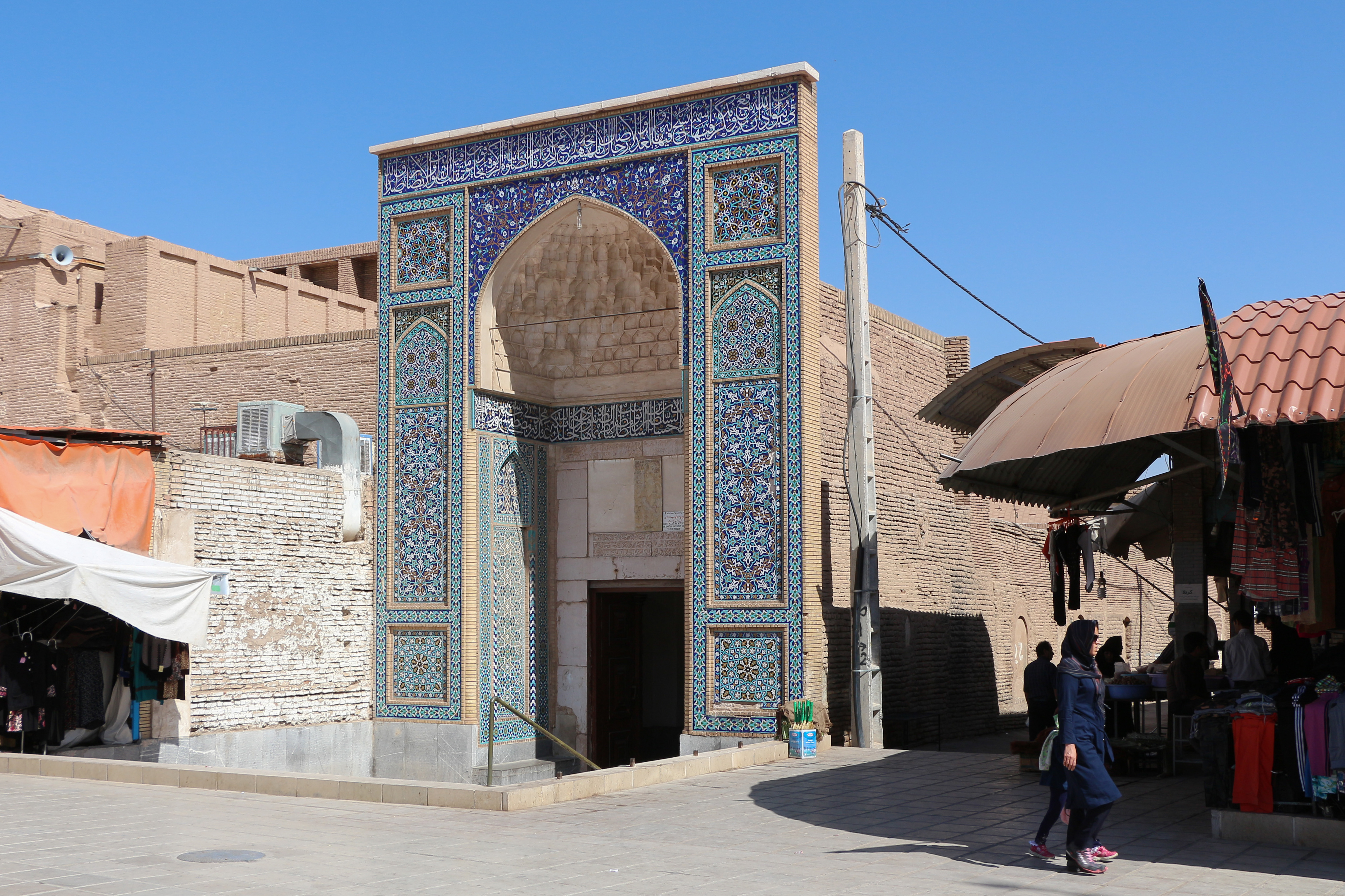
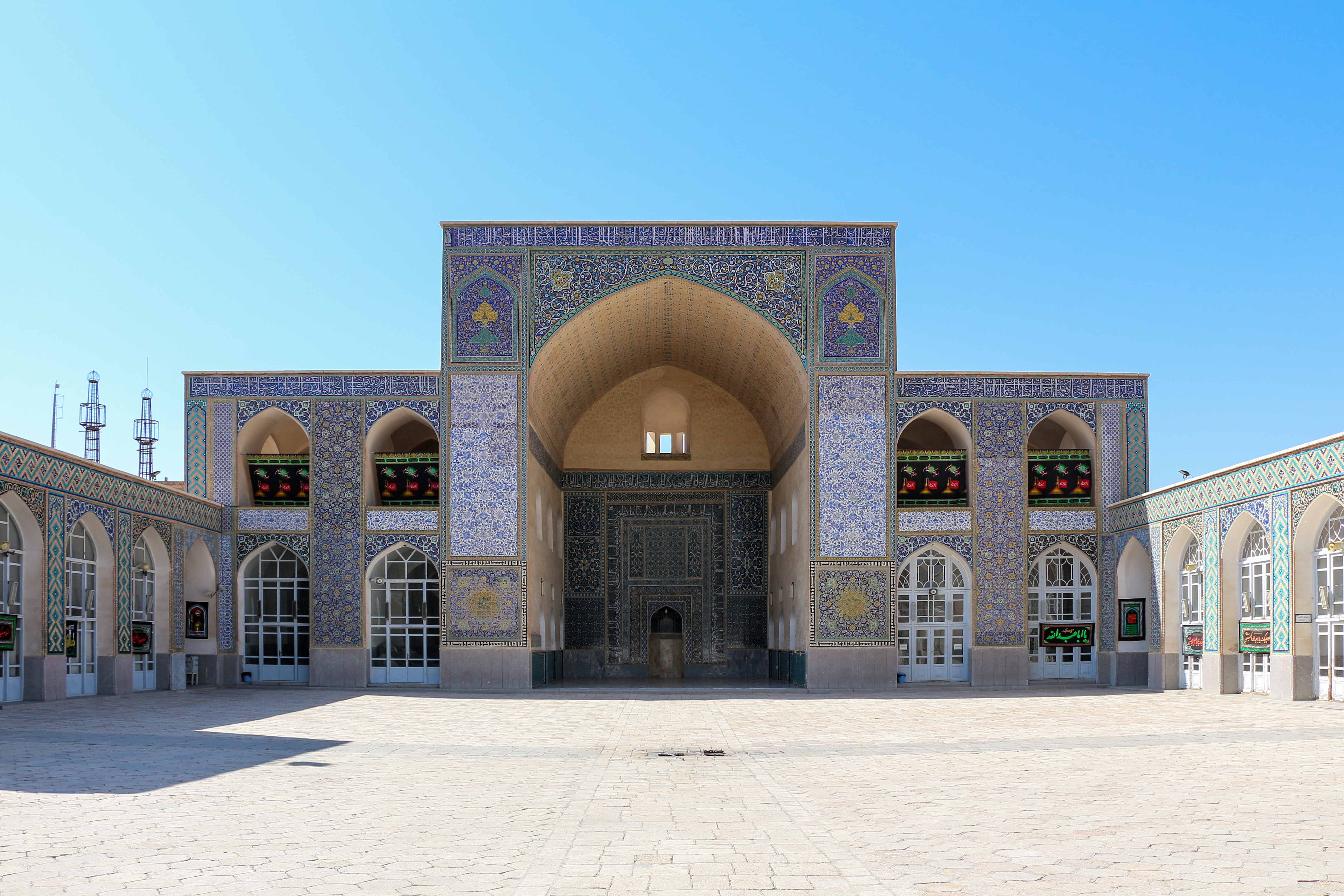
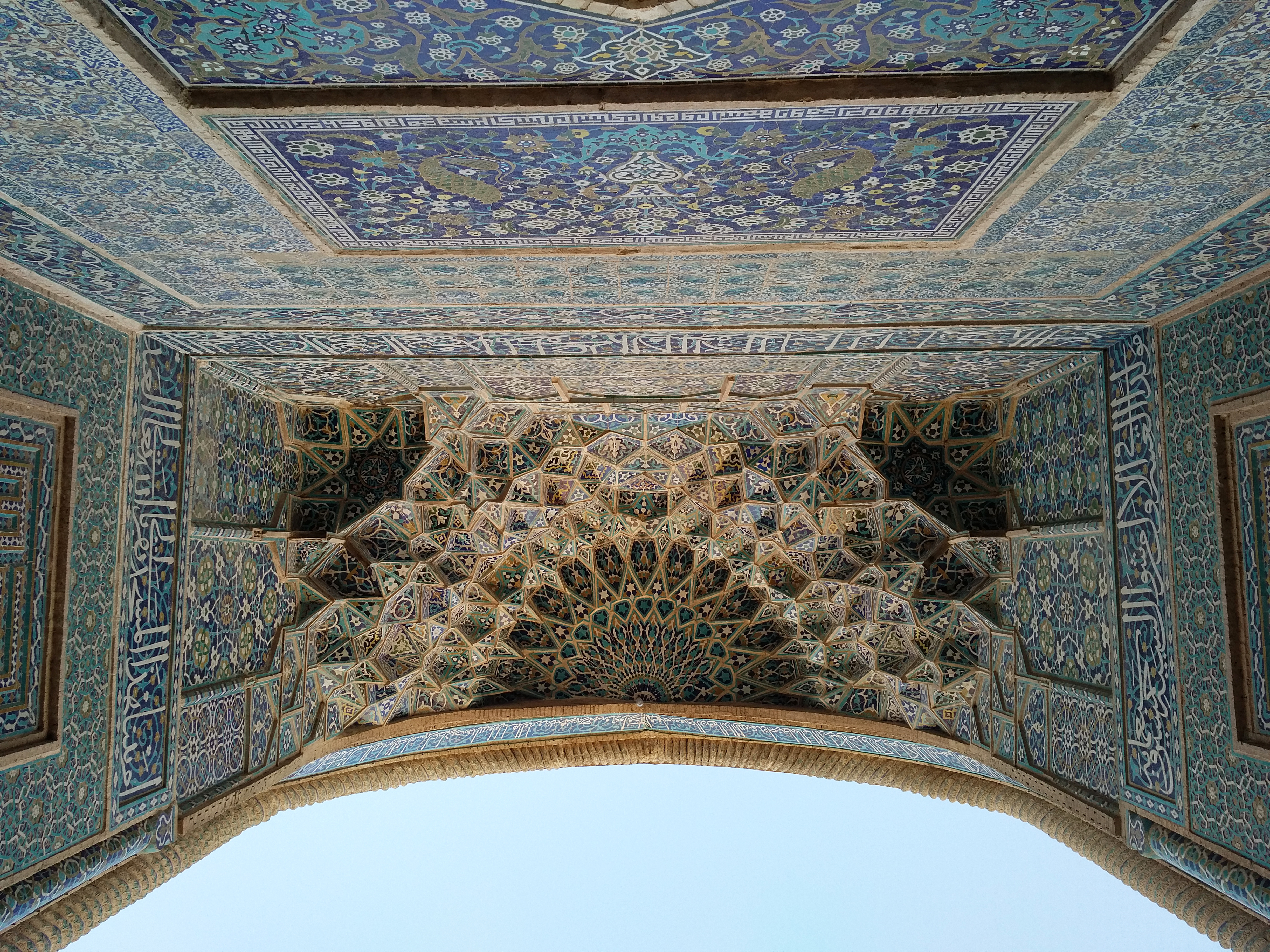
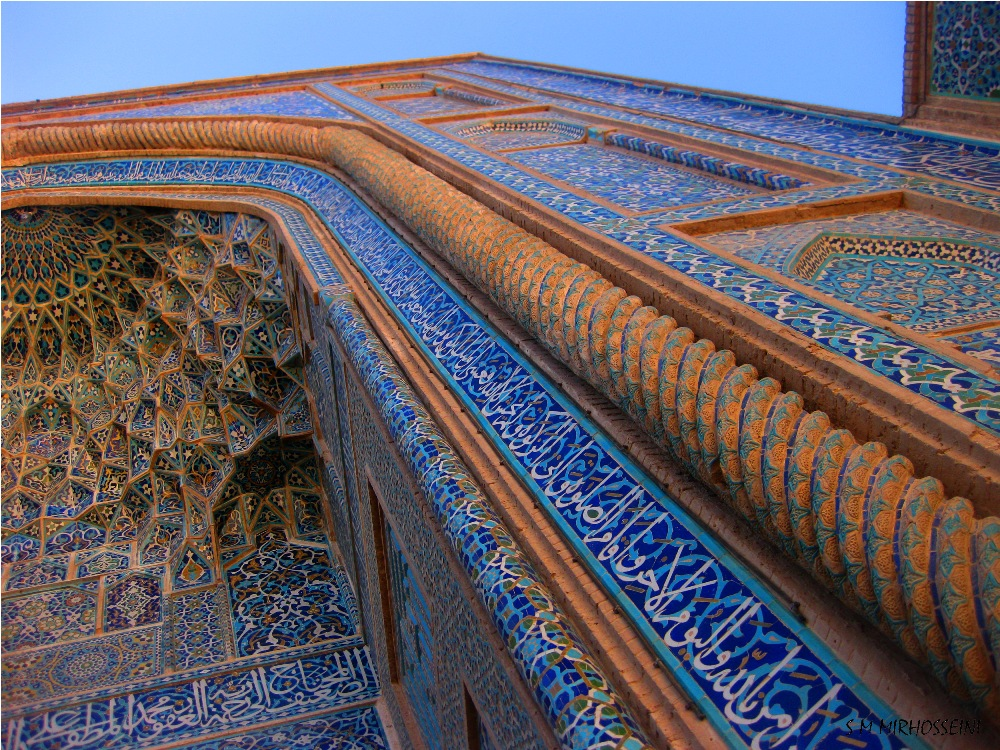
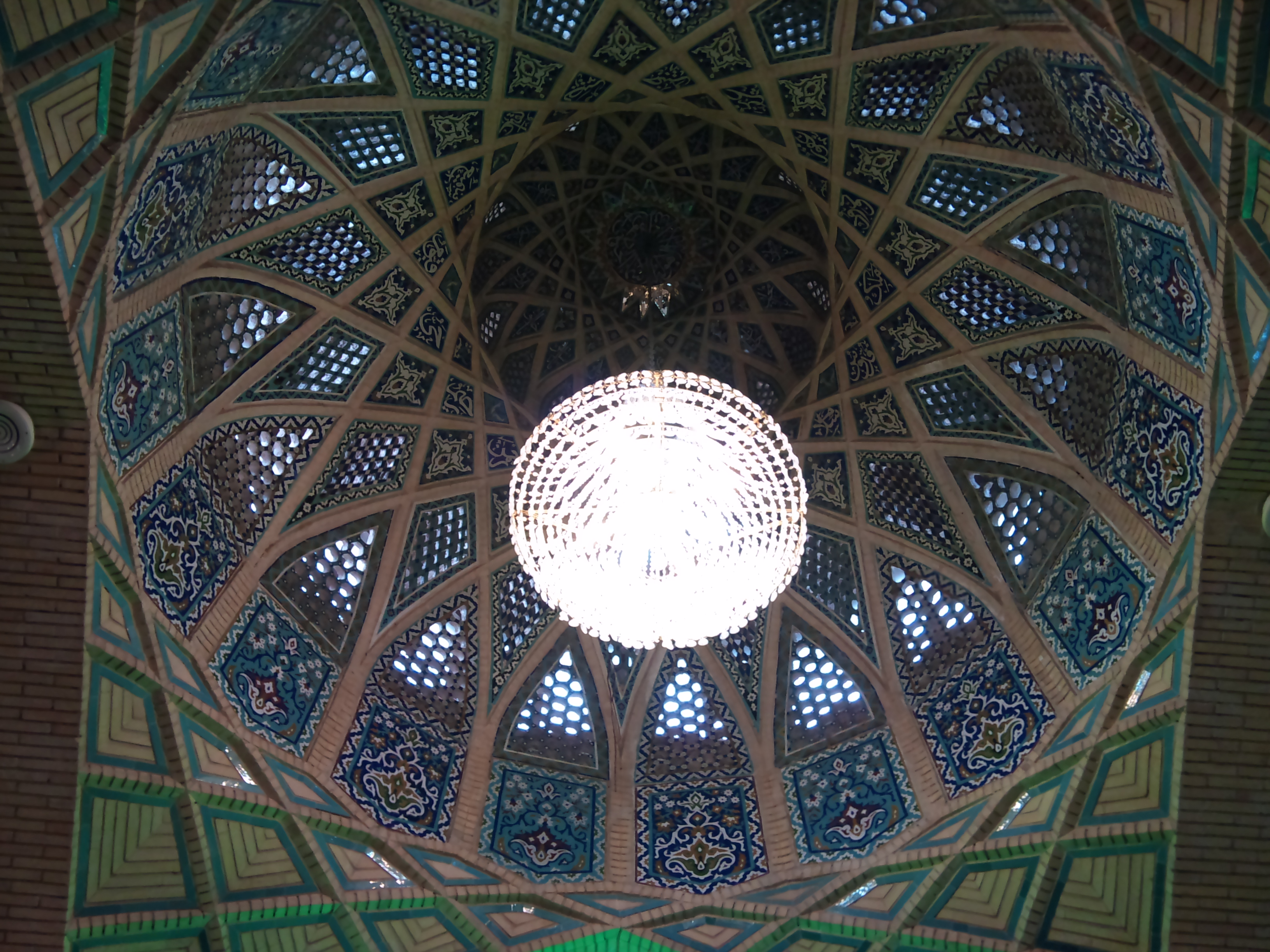
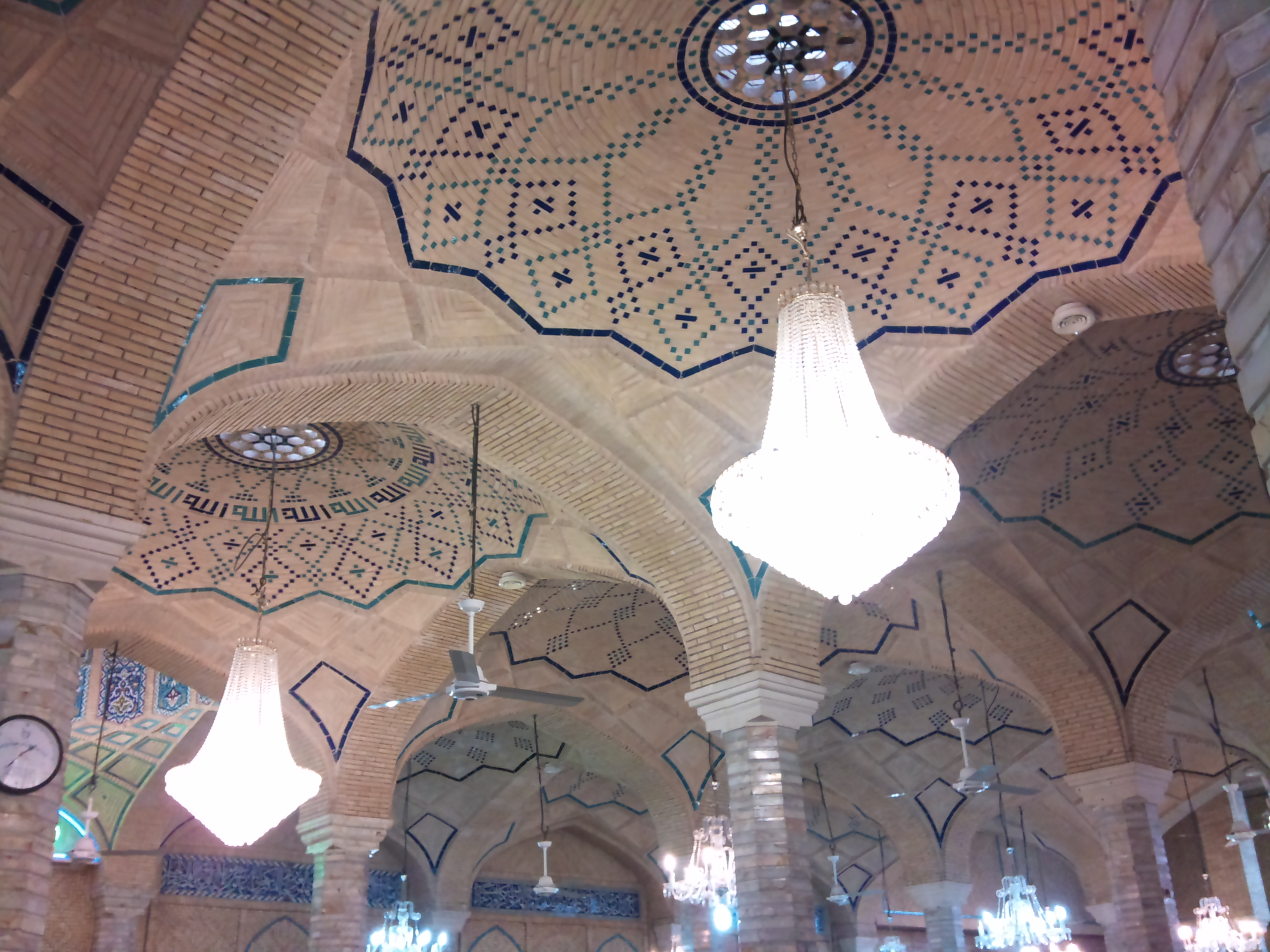
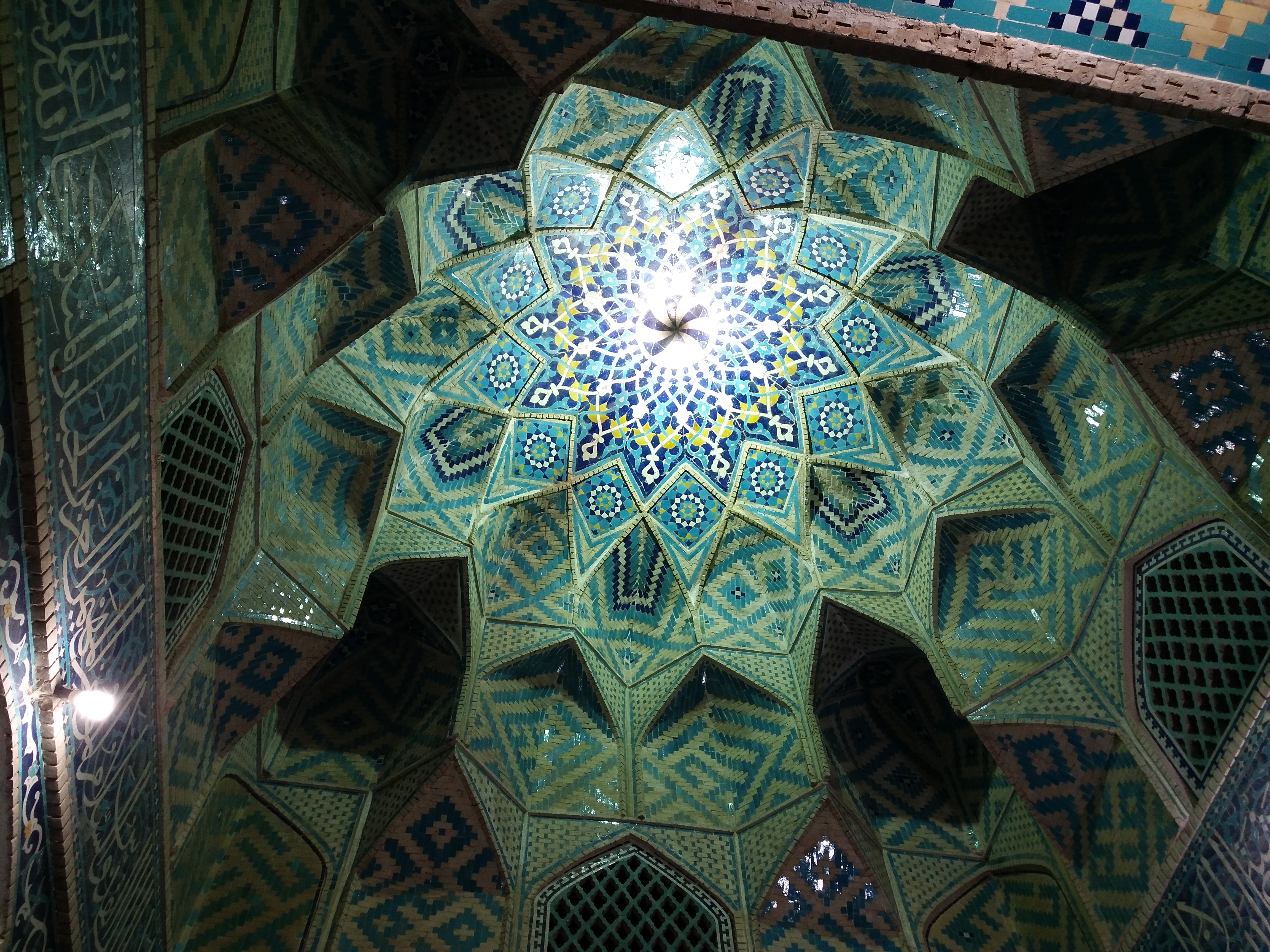
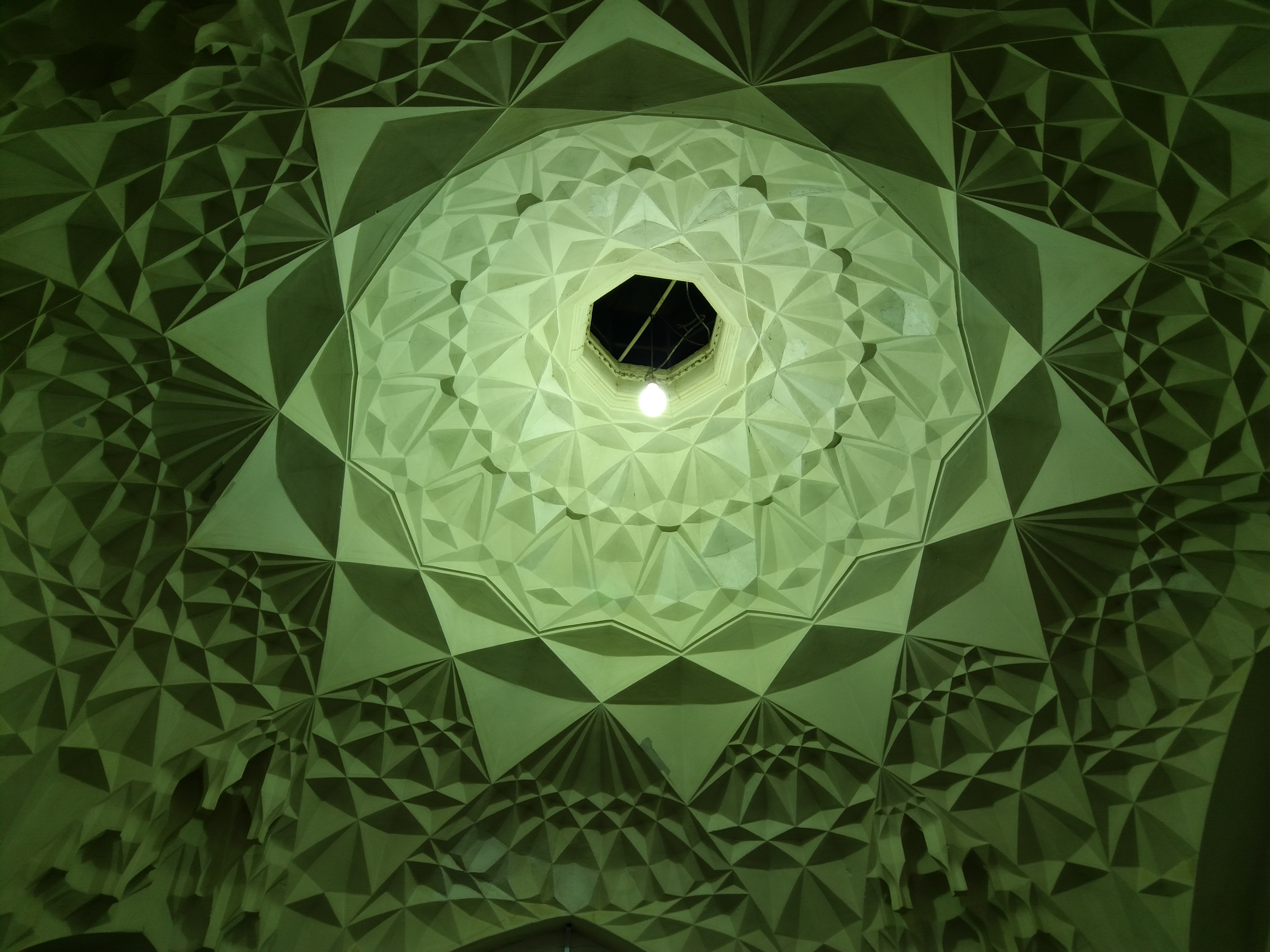
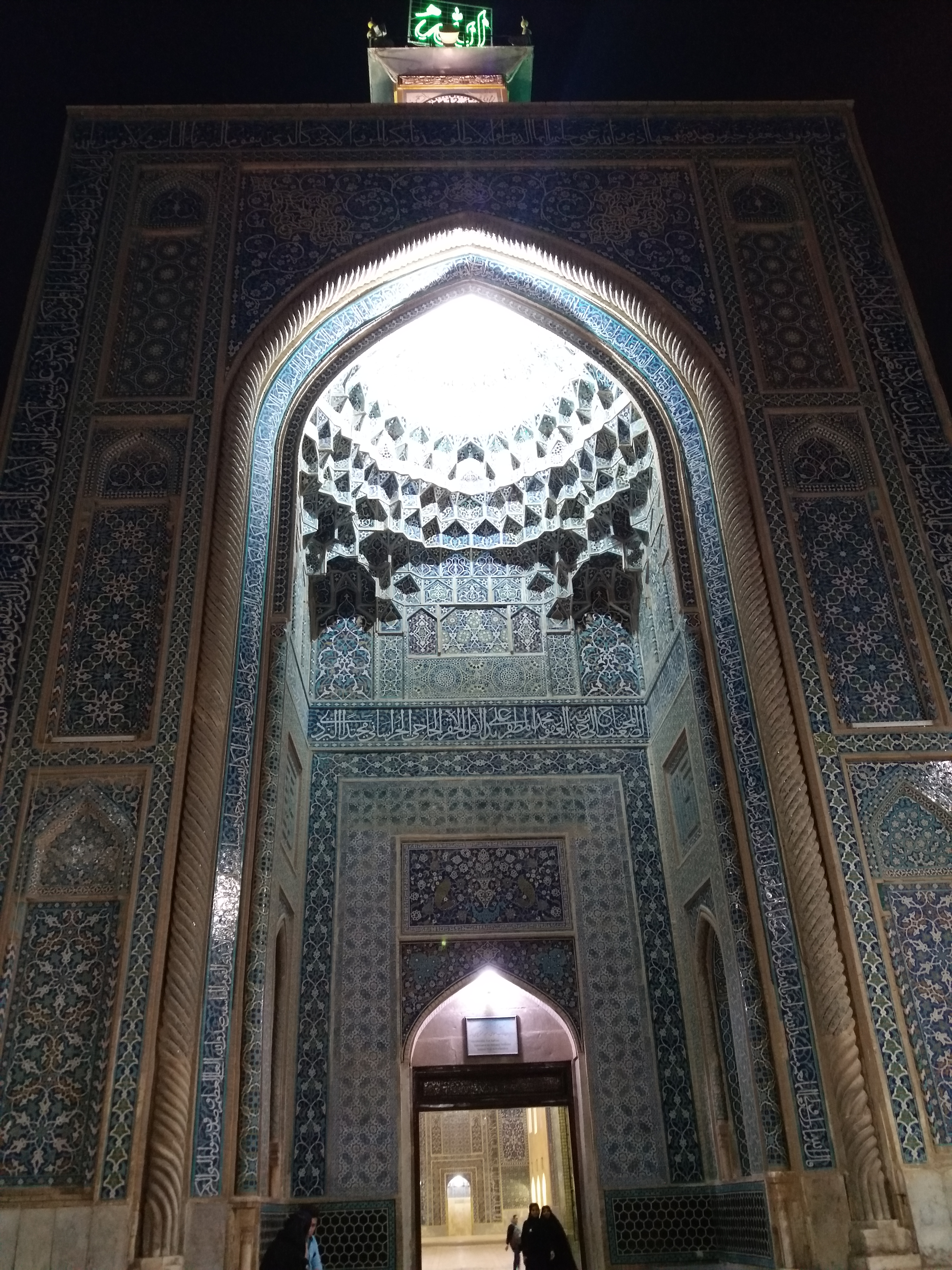
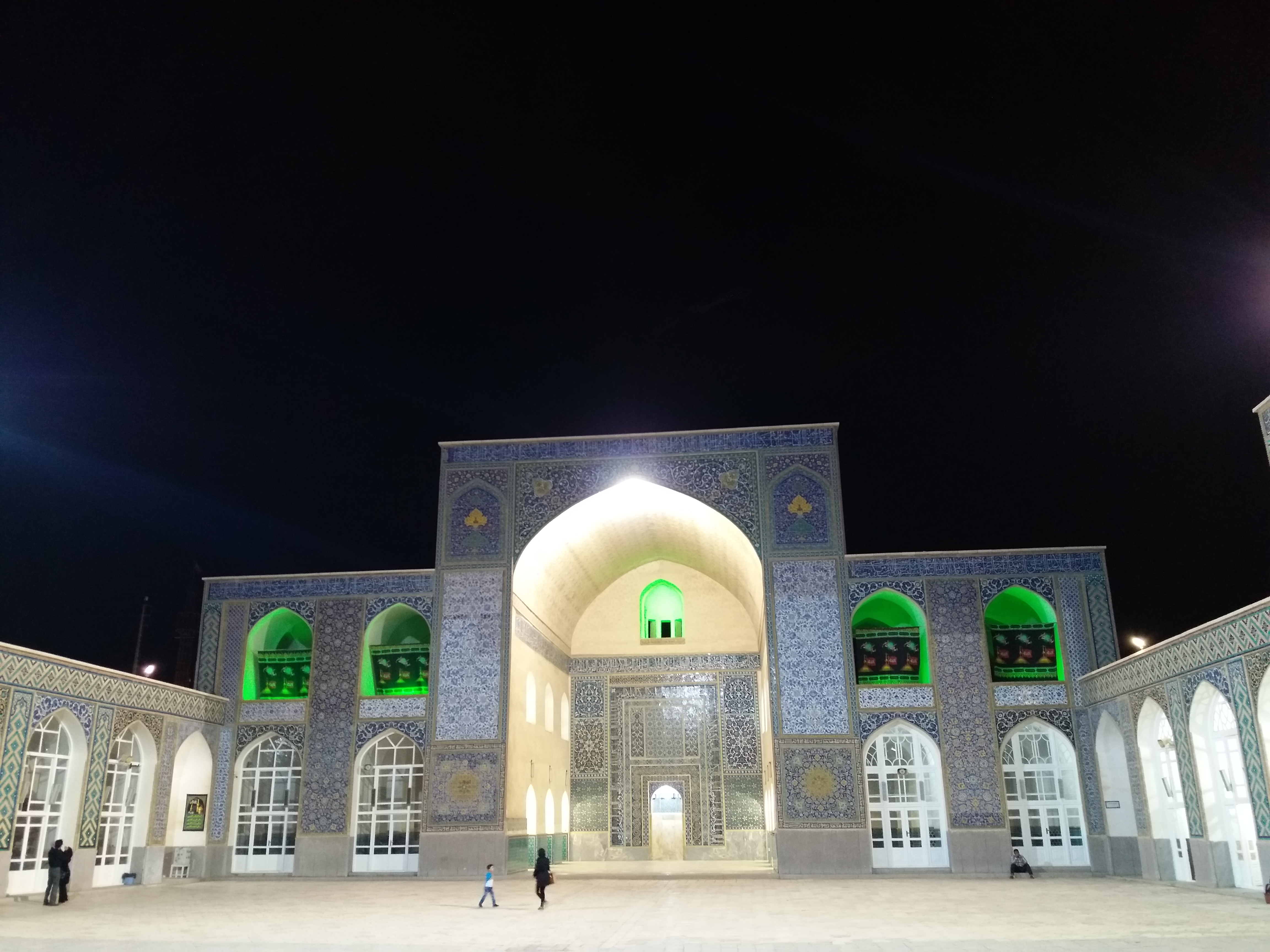